# 中日新聞杯
中日新聞杯（ちゅうにちしんぶんはい）は、日本中央競馬会（JRA）が中京競馬場で施行する中央競馬の重賞競走（GIII）である。
寄贈賞を提供する中日新聞社は、愛知・東京・石川・静岡に本社を置く新聞社。
正賞は中日新聞社賞。

## 概要
1965年に「中日杯（ちゅうにちはい）」の名称で創設された、5歳（現4歳）以上の馬による重賞競走。翌年から現名称となった。
創設時は中京競馬場に芝コースがなかったため砂コースの1800mで行われていたが、中京競馬場に芝コースが新設された1970年より、芝1800mに変更。2006年から芝2000mで行われている。施行時期は1999年までは春季競馬で行われ、2000年から2011年までは暮れの中京開催で行われ、2012年から2016年までは春季競馬で行われていたが、2017年より中距離競走体系の整備に伴い再び暮れの中京開催での施行となる。
本競走は1981年より内国産種牡馬奨励策の一環として、愛知杯（1972年から2003年まで）・カブトヤマ記念（1974年から2003年まで）とともに「父内国産馬限定」の競走条件で行われていたが、2008年から外国産馬の出走が可能になった。地方競馬所属馬は2000年から2011年まで出走可能となったものの、2012年から2016年までは出走できなくなっていたが、2017年から再び出走可能となった。2009年から国際競走となり、外国馬も出走可能になった。

### 競走条件
以下の内容は、2024年現在のもの。
出走資格：サラ系3歳以上
- JRA所属馬
- 地方競馬所属馬（2頭まで）
- 外国調教馬（9頭まで、優先出走）

負担重量：ハンデキャップ

### 賞金
2024年の1着賞金は4300万円で、以下2着1700万円、3着1100万円、4着650万円、5着430万円。

## 歴史
- 1965年 - 5歳以上の馬による重賞競走として「中日杯」の名称で創設、中京競馬場の砂1800mで施行[4]。
- 1966年 - 競走名を「中日新聞杯」に変更[4]。
- 1981年 - 父内国産馬限定競走となる（2007年まで）[4]。
- 1984年 - グレード制施行によりGIII[注 1]に格付け[7]。
- 2000年 - 特別指定交流競走となり、地方競馬所属馬が2頭まで出走可能となる（2011年まで）[7]。
- 2007年 - 日本のパートI国昇格に伴い、格付表記をJpnIIIに変更[11]。
- 2008年 - 混合競走に変更、外国産馬が出走可能になる[8]。
- 2009年
  - 国際競走に変更され、外国調教馬が9頭まで出走可能となる[10]。
  - 格付表記をGIII（国際格付）に変更[10]。
- 2017年 - 特別指定交流競走に再び指定され、地方競馬所属馬が2頭まで出走可能となる。

### 歴代優勝馬
コース種別を表記していない距離は、芝コースを表す。
優勝馬の馬齢は、2000年以前も現行表記に揃えている。
競走名は第1回が「中日杯」、第2回以降は「中日新聞杯」。
| 回数   | 施行日         | 競馬場 | 距離        | 優勝馬             | 性齢 | タイム | 優勝騎手     | 管理調教師 | 馬主                           |
| ------ | -------------- | ------ | ----------- | ------------------ | ---- | ------ | ------------ | ---------- | ------------------------------ |
| 第1回  | 1965年2月14日  | 中京   | 砂1800m     | バリモスニセイ     | 牡4  | 1:53.5 | 諏訪真       | 諏訪佐市   | 小杉咲枝                       |
| 第2回  | 1966年2月13日  | 中京   | 砂1800m     | アオバ             | 牡4  | 1:53.6 | 小林常泰     | 森末之助   | 清水友太郎                     |
| 第3回  | 1967年3月12日  | 中京   | 砂1800m     | ゲンカイ           | 牡4  | 1:53.5 | 松永高徳     | 柄崎義信   | 松岡登                         |
| 第4回  | 1968年3月3日   | 中京   | 砂1800m     | トミマサ           | 牡4  | 1:54.4 | 野村彰彦     | 久保道雄   | 勢戸信夫                       |
| 第5回  | 1969年1月26日  | 中京   | 砂1800m     | ハクセンショウ     | 牡5  | 1:52.0 | 稲部和久     | 尾形藤吉   | 柏誠四郎                       |
| 第6回  | 1970年11月22日 | 中京   | 1800m       | スピーデーワンダー | 牡4  | 1:48.9 | 梅田守       | 梅内慶蔵   | 石坂達也                       |
| 第7回  | 1971年2月7日   | 中京   | 1800m       | シャダイセンター   | 牝4  | 1:49.6 | 沢峰次       | 松山吉三郎 | 吉田善哉                       |
| 第8回  | 1972年2月13日  | 中京   | 1800m       | ニホンピロムーテー | 牡4  | 1:51.0 | 福永洋一     | 服部正利   | 小林保                         |
| 第9回  | 1973年2月4日   | 中京   | 1800m       | キョウエイアタック | 牡4  | 1:49.7 | 南井克巳     | 石栗龍雄   | 松岡正雄                       |
| 第10回 | 1974年2月3日   | 中京   | 1800m       | グットキラメキ     | 牡5  | 1:49.2 | 福永甲       | 内藤繁春   | 阪口揚造                       |
| 第11回 | 1975年2月2日   | 中京   | 1800m       | サンポウ           | 牡5  | 1:48.5 | 安田富男     | 加藤朝治郎 | 山清産業（株）                 |
| 第12回 | 1976年2月1日   | 中京   | 1800m       | スリーヨーク       | 牡5  | 1:48.3 | 出口隆義     | 諏訪佐市   | 永井商事（株）                 |
| 第13回 | 1977年2月6日   | 中京   | 1800m       | キングラナーク     | 牡4  | 1:48.6 | 岩元市三     | 布施正     | 小柴タマヲ                     |
| 第14回 | 1978年1月22日  | 中京   | ダート1700m | リキタイコー       | 牡4  | 1:45.8 | 飯田明弘     | 服部正利   | 水上力夫                       |
| 第15回 | 1979年1月21日  | 中京   | 1800m       | スリーファイヤー   | 牝5  | 1:49.6 | 岩元市三     | 布施正     | 永井永一                       |
| 第16回 | 1980年1月27日  | 中京   | 1800m       | サンライダー       | 牡4  | 1:48.9 | 柴田政見     | 柴田不二男 | 朝見巌                         |
| 第17回 | 1981年2月15日  | 中京   | 1800m       | ウエスタンジョージ | 牡5  | 1:47.8 | 加用正       | 北橋修二   | 西川商事（株）                 |
| 第18回 | 1982年3月7日   | 中京   | 1800m       | タツユウチカラ     | 牡5  | 1:49.7 | 外枦保重秋   | 二分久男   | 鞆岡達雄                       |
| 第19回 | 1983年1月23日  | 中京   | 1800m       | フジマドンナ       | 牝7  | 1:49.4 | 竹原啓二     | 松山康久   | 藤野隆四郎                     |
| 第20回 | 1984年1月22日  | 中京   | ダート1700m | アスコットエイト   | 牡4  | 1:44.0 | 五十嵐忠男   | 清水久雄   | 淀牧場（株）                   |
| 第21回 | 1985年2月17日  | 中京   | 1800m       | キクノペガサス     | 牝4  | 1:48.2 | 南井克巳     | 宇田明彦   | 佐々木秋芳                     |
| 第22回 | 1986年2月16日  | 中京   | 1800m       | ハクリョウベル     | 牡5  | 1:49.9 | 西橋昇       | 谷八郎     | 杉谷枡夫                       |
| 第23回 | 1987年3月8日   | 中京   | 1800m       | ウインドストース   | 牡4  | 1:48.1 | 加藤和宏     | 二本柳俊夫 | 福島徳佑                       |
| 第24回 | 1988年3月6日   | 中京   | 1800m       | トキノオリエント   | 牡4  | 1:48.0 | 上野清章     | 吉永猛     | 佐橋五十雄                     |
| 第25回 | 1989年3月5日   | 中京   | 1800m       | トウショウアロー   | 牝4  | 1:47.8 | 加用正       | 瀬戸口勉   | 伊藤昭次                       |
| 第26回 | 1990年3月4日   | 中京   | 1800m       | ドウカンジョー     | 牝6  | 1:48.1 | 内田浩一     | 池江泰郎   | 新井興業（株）                 |
| 第27回 | 1991年3月3日   | 小倉   | 1800m       | ショウリテンユウ   | 牡7  | 1:48.2 | 西浦勝一     | 山内研二   | 奥村幸男                       |
| 第28回 | 1992年3月8日   | 中京   | 1800m       | フジヤマケンザン   | 牡4  | 1:47.3 | 小島貞博     | 戸山為夫   | 藤本龍也                       |
| 第29回 | 1993年3月7日   | 小倉   | 1800m       | ネーハイビクトリー | 牡5  | 1:49.4 | 村本善之     | 新川恵     | （株）大丸企業                 |
| 第30回 | 1994年3月5日   | 小倉   | 1800m       | ヤマニンフォックス | 牡6  | 1:49.5 | 山田和広     | 坪正直     | 土井肇                         |
| 第31回 | 1995年3月4日   | 中京   | 1800m       | ゴーゴーゼット     | 牡4  | 1:47.2 | 武豊         | 新井仁     | 林儀信                         |
| 第32回 | 1996年3月2日   | 中京   | 1800m       | ファンドリショウリ | 牡5  | 1:48.3 | 宝来城多郎   | 布施正     | 水戸富雄                       |
| 第33回 | 1997年3月1日   | 中京   | 1800m       | ファンドリショウリ | 牡6  | 1:48.7 | 宝来城多郎   | 田中章博   | 水戸富雄                       |
| 第34回 | 1998年2月28日  | 中京   | 1800m       | ツルマルガイセン   | 牡4  | 1:48.2 | 高橋亮       | 橋口弘次郎 | 鶴田任男                       |
| 第35回 | 1999年3月7日   | 中京   | 1800m       | シンカイウン       | 牡7  | 1:49.6 | 内田浩一     | 二分久男   | 林幸雄                         |
| 第36回 | 2000年12月9日  | 中京   | 1800m       | トウショウアンドレ | 牡4  | 1:46.4 | 角田晃一     | 渡辺栄     | トウショウ産業（株）           |
| 第37回 | 2001年12月8日  | 中京   | 1800m       | グランパドドゥ     | 牝4  | 1:48.0 | 中舘英二     | 長浜博之   | （有）サンデーレーシング       |
| 第38回 | 2002年12月7日  | 中京   | 1800m       | マイソールサウンド | 牡3  | 1:47.9 | 本田優       | 西浦勝一   | 佐野清                         |
| 第39回 | 2003年12月13日 | 中京   | 1800m       | プリサイスマシーン | 牡4  | 1:47.6 | 後藤浩輝     | 萩原清     | 池谷誠一                       |
| 第40回 | 2004年12月11日 | 中京   | 1800m       | プリサイスマシーン | 牡5  | 1:46.3 | 後藤浩輝     | 萩原清     | 池谷誠一                       |
| 第41回 | 2005年12月10日 | 中京   | 1800m       | グランリーオ       | 牡5  | 1:46.4 | 柴山雄一     | 笹倉武久   | 田中晴夫                       |
| 第42回 | 2006年12月3日  | 中京   | 2000m       | トーホウアラン     | 牡3  | 1:57.8 | C.ルメール   | 藤原英昭   | 東豊物産（株）                 |
| 第43回 | 2007年12月2日  | 中京   | 2000m       | サンライズマックス | 牡3  | 1:58.5 | M.デムーロ   | 増本豊     | 松岡隆雄                       |
| 第44回 | 2008年12月13日 | 中京   | 2000m       | ヤマニンキングリー | 牡3  | 1:59.5 | M.デムーロ   | 河内洋     | 土井肇                         |
| 第45回 | 2009年12月12日 | 中京   | 2000m       | アーネストリー     | 牡4  | 1:57.4 | 佐藤哲三     | 佐々木晶三 | 前田幸治                       |
| 第46回 | 2010年12月11日 | 小倉   | 2000m       | トゥザグローリー   | 牡3  | 1:58.7 | M.デムーロ   | 池江泰郎   | （有）キャロットファーム       |
| 第47回 | 2011年12月10日 | 小倉   | 2000m       | コスモファントム   | 牡4  | 1:59.6 | 大野拓弥     | 宮徹       | （有）ビッグレッドファーム     |
| 第48回 | 2012年3月4日   | 中京   | 2000m       | スマートギア       | 牡7  | 2:02.2 | 松山弘平     | 佐山優     | 大川徹                         |
| 第49回 | 2013年3月9日   | 中京   | 2000m       | サトノアポロ       | 牡5  | 1:59.6 | 蛯名正義     | 国枝栄     | 里見治                         |
| 第50回 | 2014年3月15日  | 中京   | 2000m       | マーティンボロ     | 牡5  | 2:01.7 | D.バルジュー | 友道康夫   | 吉田和美                       |
| 第51回 | 2015年3月14日  | 中京   | 2000m       | ディサイファ       | 牡6  | 2:01.2 | 四位洋文     | 小島太     | H．H．シェイク・モハメド       |
| 第52回 | 2016年3月12日  | 中京   | 2000m       | サトノノブレス     | 牡6  | 2:01.3 | 川田将雅     | 池江泰寿   | 里見治                         |
| 第53回 | 2017年12月9日  | 中京   | 2000m       | メートルダール     | 牡4  | 1:59.3 | C.デムーロ   | 戸田博文   | （有）キャロットファーム       |
| 第54回 | 2018年12月8日  | 中京   | 2000m       | ギベオン           | 牡3  | 1:59.3 | C.デムーロ   | 藤原英昭   | （有）社台レースホース         |
| 第55回 | 2019年12月7日  | 中京   | 2000m       | サトノガーネット   | 牝4  | 1:59.2 | 坂井瑠星     | 矢作芳人   | （株）サトミホースカンパニー   |
| 第56回 | 2020年12月12日 | 中京   | 2000m       | ボッケリーニ       | 牡4  | 2:00.1 | 松山弘平     | 池江泰寿   | 金子真人ホールディングス（株） |
| 第57回 | 2021年12月11日 | 中京   | 2000m       | ショウナンバルディ | 牡5  | 1:59.8 | 岩田康誠     | 松下武士   | 国本哲秀                       |
| 第58回 | 2022年12月10日 | 中京   | 2000m       | キラーアビリティ   | 牡3  | 1:59.4 | 団野大成     | 斉藤崇史   | （有）キャロットファーム       |
| 第59回 | 2023年12月9日  | 中京   | 2000m       | ヤマニンサルバム   | 牡4  | 1:58.8 | 三浦皇成     | 中村直也   | 土井肇                         |
| 第60回 | 2024年12月7日  | 中京   | 2000m       | デシエルト         | 牡5  | 1:58.4 | 岩田康誠     | 安田翔伍   | （株）ラ・メール               |